# 时间倒流
時間倒流亦稱時間倒轉、時光倒流，概念和科幻故事中常見的時間旅行中回到過去的時代不同，是指該人物或物體或背景（可以是整個地球或其局部）狀況變回到某時段的情形。

## 物理學理論

### 狹義相對論與快子
這是以狹義相對論中接近光速的物體中的時間變慢，但該物體只是本身的時間變慢，不會有追不上外界觀察者的情形為基礎，而推論出假如有超光速物體，其時間將倒流。生物將出現死者復活和返老還童，死物亦可變回某時段前的狀態。然而事實上，狹義相對論指出光速是宇宙中速度的上限，並不允許物體超光速，除非它從誕生開始就是超光速的（快子）。縱使如此，快子並不能用作傳遞訊息給過去的人。Gerald Feinberg認為，與時間順流的快子，跟與時間倒流但吸收負能量的快子，是一模一樣的，因此並沒有違反因果律。

### 反物質
費曼曾經研究狄拉克方程而發現，假如將時間方向逆轉同時將電子電荷顛倒，則方程依然成立。即是說，一粒時光順流的正電子，其實等同一粒時光倒流的電子。因此所謂的反物質，其實就是倒著時間方向的正物質，是為CPT對稱。
縱使如此，反物質的運動，跟快子的情況一樣，並不違反因果律。當電磁波的超前波和延遲波相加時，違反因果律的項次會互相抵消。如果沒有了反物質，因果律反而會瓦解。
費曼和他的老師惠勒進一步假設，整個宇宙其實也許只是相同一粒電子在時間軸中從大霹靂到宇宙末日之間來來回回地走動，這也是為何所有電子彼此之間毫無分別。

### 宇宙論
亦有認為假如可視宇宙質量夠大的話，當擴張到極限便會出現大擠壓，而整個宇宙時間可能將倒流。

### 熱力學第二定律
想像一個瓷杯從桌上滑落被打碎，如果將其影片並播放，很容易看出影片是正放還是倒放的，因為我們從未見過碎片突然離開地面，並跳回桌子上形成一個完整的杯子的情形。對此，通常的解釋是這違反熱力學第二定律，即任何封閉體系中，熵（無序度）總是隨時間而增加。

## 流行文化
相對下經典科幻電影《回到未來》（Back to the Future）系列中的逆向時間旅行，實際上涉及一種叫「類時」的提法，這種時間移動被索恩稱為「閉合類時曲線」。時間旅行者本身意識不回到過去，帶著未來的記憶到過去並且繼續向前，而回到過去的背景中並可以見到過去的自己。相對下在在時間倒流中人物不和過去相遇，只是一切重新開始亦沒有未來的記憶。
但亦有另一種說法指出，《回到未來》中的時間模型，其實是當旅行者回到過去，宇宙會分化成兩個平行宇宙，電影中的布朗博士就曾走到黑板前，劃下兩個平行宇宙的分叉時間線。